# Кампилья-Мариттима
Кампилья-Мариттима (итал. Campiglia Marittima) — коммуна в Италии, располагается в регионе Тоскана, в провинции Ливорно.
Население составляет 12 962 человека (2008 г.), плотность населения составляет 156 чел./км². Занимает площадь 83 км². Почтовый индекс — 57021. Телефонный код — 0565.
Покровителем коммуны почитается святой Флоренций из Популонии (San Fiorenzo di Populonia), празднование 15 мая.

## Демография
Динамика населения:

## Администрация коммуны
- Официальный сайт: http://www.comune.campigliamarittima.li.it/ Архивная копия от 13 апреля 2010 на Wayback Machine